# Lucia av Narni
Lucia av Narni, även benämnd Lucia Broccadelli eller Lucia Brocolelli, född 13 december 1476 i Narni, Umbrien, död 15 november 1544 i Ferrara, Emilia-Romagna, var en italiensk jungfru, dominikannunna och mystiker. Hon saligförklarades 1710 och vördas inom Romersk-katolska kyrkan.

## Biografi
Den unga Lucia blev, mot sin vilja, bortgift med en välbärgad adelsman. Han insåg dock med tiden vad som verkligen var Lucias vilja och lät henne 1495 inträda i dominikanernas tredje orden vid ett kloster i Rom. Året därpå, 1496, sändes Lucia till Viterbo för att grunda ett nunnekloster. Den 25 februari 1496 skall hon ha mottagit stigmata på sin kropp. Lucias stigmata bekräftades av påve Alexander VI:s läkare.
År 1499 anmodade påven Lucia att fara till Ferrara för att där grunda ännu ett nunnekloster. Som priorinna visade det sig dock att hon var svag och inkompetent, och hon avsattes 1503 för att efterträdas av syster Maria av Parma. Den senare anklagade Lucia för att ha stött den kättarförklarade och avrättade Girolamo Savonarolas kyrkoreform och ålade Lucia sträng botgöring.
Lucia dog 1544, och så många människor ville hedra henne att begravningen fick skjutas upp tre dagar. När Napoleon Bonaparte 1797 lät stänga klostret överflyttades Lucias kropp till Ferraras katedral. 1935 överfördes hennes kropp till katedralen i Narni, där hon vilar i en glaskista.

### Webbkällor
- Beata Lucia da Narni
- Lucy av Narni på engelska Wikipedia

### Fotnoter
1. ↑  ”Arkiverade kopian”. Arkiverad från originalet den 3 mars 2009. https://web.archive.org/web/20090303005446/http://saints.sqpn.com/stl2r001.htm. Läst 18 september 2009. av Georgiana Fullerton. (Webbåtkomst 2008-11-14.)